# Râul Mândra, Bistricioara
Râul Mândra este un curs de apă, afluent al râului Vinul Mare.

## Hărți
- Harta județului Harghita
- Harta Munților Giurgeului  Arhivat în 27 septembrie 2007, la Wayback Machine.